# Juan Diego Ormaechea
Juan Diego Ormaechea (ur. 28 stycznia 1989 w Montevideo) – urugwajski rugbysta grający na pozycji wiązacza młyna w zespole Carrasco Polo Club oraz w reprezentacji narodowej, mistrz kraju, uczestnik pucharu świata.

## Kariera
Występował w juniorskich drużynach Carrasco Polo Club zdobywając kilka tytułów mistrzowskich, po czym od sezonu 2009 przeszedł do pierwszego zespołu tego klubu, z którym w latach 2009 i 2011 zdobył mistrzostwo kraju.
W inauguracyjnym turnieju Junior World Rugby Trophy w 2008 roku zagrał we wszystkich czterech meczach Los Teritos będąc kapitanem w jednym z nich, a Urugwajczycy w finale pokonali gospodarzy zyskując tym samym awans do najwyższej klasy rozgrywek. W roku następnym Ormaechea wystąpił w roli kapitana we wszystkich pięciu meczach zakończonej na ostatnim miejscu kampanii w mistrzostwach świata juniorów.
W czerwcu 2012 roku Urugwaj z jednym zwycięstwem i dwiema porażkami zajął czwarte miejsce na IRB Nations Cup 2012, a sam zawodnik zagrał we wszystkich trzech meczach. W październiku tego roku wziął również udział w Americas Rugby Championship 2012 przyczyniając się do zwycięstwa Los Teros nad Kanadą A.
Od 2010 roku był również członkiem kadry siódemek, natomiast jego debiutancki występ w IRB Sevens World Series nastąpił w turnieju USA Sevens 2013. Pod koniec czerwca tego roku wziął natomiast udział w Pucharze Świata 2013.

## Varia
- Jego ojciec, Diego, był kapitanem, a następnie trenerem, zarówno w Carrasco Polo Club, jak i Los Teros oraz uczestnikiem dwóch Pucharów Świata[2][4][15].
- Dwaj bracia również są związani z Carrasco Polo Club – młodszy, Agustín, dodatkowo jest reprezentantem kraju[16], najmłodszy zaś, Iñaki, występuje w klubowych drużynach juniorskich[2].
- Wraz z Agustínem idąc w ślady ojca studiują weterynarię na Uniwersytecie Republiki w Montevideo[2].